# Старокороткино
Старокоро́ткино — село в Колпашевском районе Томской области. Входит в состав Чажемтовского сельского поселения.

## История
Исторический населённый пункт южных селькупов (группа сюссюкум/сюссыкум) — юрты Короткины. Коренные жители — селькупы Пидогины, Туркины. В 1911 г.: 13 хозяйств — 50 селькупов.
Основано в 1800 году. В 1926 году деревня Короткина состояла из 142 хозяйств, основное население — русские. Центр Короткинского сельсовета Колпашевского района Томского округа Сибирского края.
Поволжские татары появились в селе 1920‑е годы, ранее в селе функционировала татарская школа. До 1961 года действовал татарский колхоз.

## Население
| 1920 | 1926 | 2002 | 2010 | 2012 | 2013 | 2014 |
| ---- | ---- | ---- | ---- | ---- | ---- | ---- |
| 608  | ↗714 | ↘333 | ↘254 | ↘249 | ↘245 | ↘237 |
| 2015 | 2021 |      |      |      |      |      |
| ↘236 | ↘189 |      |      |      |      |      |

## Селькупское название
Название юрт Короткиных по-селькупски — Кансо́к (реки мыс).

## Кедр-целитель
В село Старокороткино больше 10 лет съезжаются люди со всей Томской области, чтобы увидеть своими глазами местную достопримечательность — Кедр-целитель. Кедр-целитель как туристический объект входит в муниципальные и региональные туристические маршруты. Как рассказывают туристы, дерево даёт прилив сил и исполняет желания. Высота дерева: 12 метров, диаметр: 97 см. Возраст дерева ориентировочно 190 лет. 30 марта 2021 года решением сертификационной комиссии был внесён в национальный реестр старовозрастных деревьев России.